# Урычев, Юрий Олегович
Ю́рий Оле́гович У́рычев (3 апреля 1991, Ярославль — 7 сентября 2011, Туношна, Ярославская область) — российский хоккеист, защитник.

## Биография
Хоккеем начал заниматься в 1998 году. Воспитанник хоккейной школы местного «Локомотива»; первый тренер — Антон Бут. С начала 2008 года выступал за молодёжную команду — «Локомотив-2», затем «Локо»; а с начала 2010 года также и за основной состав.
Погиб на 21-м году жизни вместе с командой 7 сентября 2011 года при взлёте самолёта с ярославского аэропорта. Самостоятельно принял решение лететь с командой на игру в Минск, несмотря на отсутствие возможности сыграть из-за дисквалификации и травмы. Похоронен на Леонтьевском кладбище Ярославля.

## Статистика
Клубная
| 2007-08 | Локомотив Ярославль 2 | Первая лига | 1  | 0 | 0  | 0  | 0  |    |   |   |   |    |
| 2008-09 | Локомотив Ярославль 2 | Первая лига | 47 | 2 | 0  | 2  | 34 | 4  | 0 | 1 | 1 | 2  |
| 2009-10 | Локомотив Ярославль   | КХЛ         | 3  | 0 | 0  | 0  | 2  | 11 | 0 | 0 | 0 | 2  |
| 2009-10 | Локо Ярославль        | МХЛ         | 57 | 8 | 13 | 21 | 70 |    |   |   |   |    |
| 2010-11 | Локомотив Ярославль   | КХЛ         | 20 | 1 | 0  | 1  | 10 | 5  | 1 | 0 | 1 | 27 |
| 2010-11 | Локо Ярославль        | МХЛ         | 8  | 1 | 3  | 4  | 16 | 1  | 0 | 0 | 0 | 2  |

Международная
| Год  | Соревнование                           | И | Г | П | О | +/- | Ш | Результат |
| ---- | -------------------------------------- | - | - | - | - | --- | - | --------- |
| 2011 | Чемпионат мира среди молодёжных команд | 7 | 1 | 3 | 4 | +6  | 4 | Золото    |

## Достижения
Многократный победитель Открытого первенства Москвы, победитель «Кубка Губернатора Московской области» и «Кубка Риги» в составе юниорской сборной России, двукратный бронзовый призёр чемпионата России среди юниоров. Обладатель «Кубка Вызова» МХЛ 2010. На чемпионате мира среди молодёжи 2011 вместе с командой стал чемпионом. Бронзовый призёр чемпионата КХЛ 2011.